# Médaille commémorative de l'expédition du Mexique
La Médaille commémorative de l'expédition au Mexique était une médaille de campagne commémorative française créée par décret de l'empereur français Napoléon III le 29 août 1863 pour reconnaître le service militaire lors de l'intervention française de 1862-1867 au Mexique.

## Histoire

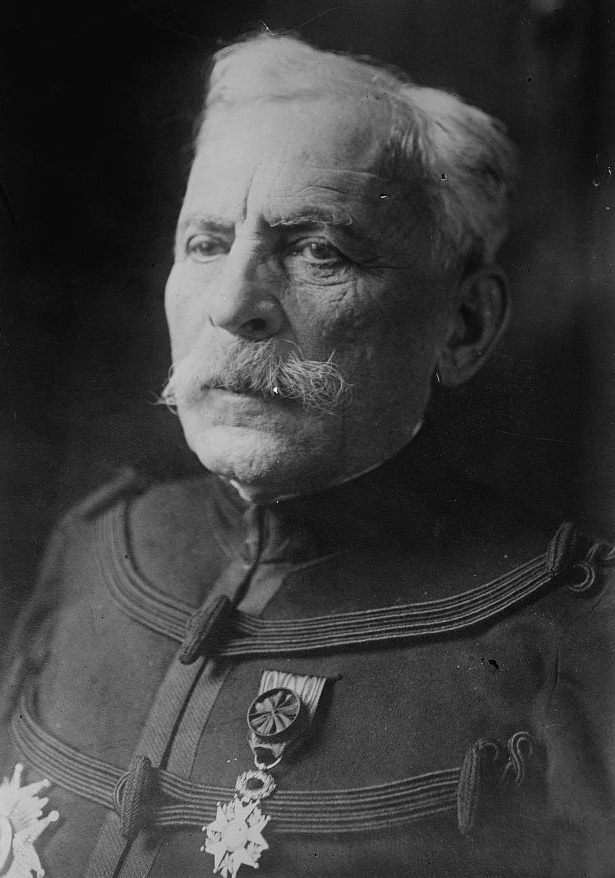
Général Gustave Léon Niox, lauréat de la Médaille Commémorative de l'Expédition du Mexique.

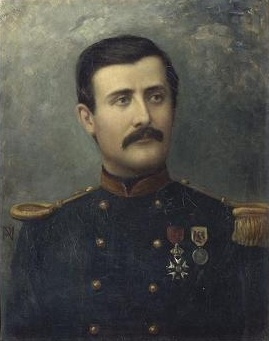
Chef de bataillon Napoléon Charles Bonaparte, lauréat de la Médaille commémorative de l'expédition au Mexique.

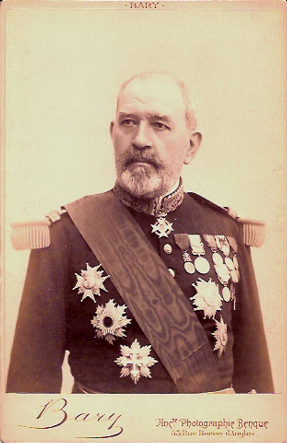
Amiral Henri Rieunier, lauréat de la Médaille commémorative de l'expédition au Mexique.

L'expédition mexicaine fut réalisée en 1862 sur ordre de l'empereur Napoléon III, à la suite d'un différend financier avec la République du Mexique et à sa volonté personnelle de créer un empire catholique sur le continent pour contrebalancer l'influence des États-Unis. Le 7 janvier 1862, environ 3 000 soldats français débarquent à Vera Cruz. Les petits contingents britanniques et espagnols qui faisaient initialement partie de l'aventure préférèrent se retirer rapidement, ne laissant que les forces françaises assistées d'un petit nombre de troupes autrichiennes, belges et turques.
Ces forces, dont l'effectif s'élèvera plus tard à environ 38 000 hommes, sont successivement placées sous le commandement des généraux Charles de Lorencez, Élie Frédéric Forey et enfin François Achille Bazaine. La campagne fut le théâtre de certaines des batailles les plus marquantes de l'histoire militaire française, comme le glorieux combat pour le village de Camarón où, le 30 avril 1863, soixante-deux légionnaires résistèrent vaillamment pendant neuf heures contre plus de deux mille Mexicains, permettant la prise de la ville de Puebla le 17 mai 1863 et ouvrant ainsi la voie au Mexique. Dans la capitale, une assemblée de notables reconnaît l'archiduc Maximilien de Habsbourg, frère de l'empereur François-Joseph d'Autriche, comme empereur du Mexique.
Cependant, même avec le soutien de 20 000 Mexicains qui ont embrassé le nouvel empereur, les forces de Maximilien ont été harcelées dans leur travail de pacification par les troupes du président Benito Juárez, qui bénéficiaient du soutien des États-Unis. En février 1867, l'empereur Napoléon III ordonna le rapatriement de toutes les troupes françaises restantes du Mexique ; les derniers éléments quittèrent le port de Vera Cruz le 12 mars 1867. L'empereur Maximilien abandonné, vaincu et capturé près de la ville de Querétaro, fut exécuté par un peloton d'exécution en juin de la même année.

## Statut de la décoration
La Médaille commémorative de l'expédition au Mexique a été décernée par l'empereur à tous ceux qui ont participé à l'expédition au Mexique, sur nomination et approbation du ministre auquel était lié le corps ou le service du récipiendaire potentiel. La médaille devait être portée sur la poitrine gauche.
Aucune durée de service minimale n'était mentionnée dans le statut de l'attribution.
Un décret ultérieur du 16 avril 1864 a ajouté la Médaille commémorative de l'expédition mexicaine à la liste des récompenses précédentes qui pouvaient être révoquées à la suite d'une condamnation à une peine de prison d'un an ou plus pour un crime commis par le récipiendaire.

## Description de la décoration
La médaille commémorative de l'expédition du Mexique était une médaille circulaire en argent mesurant 30 mm de diamètre. Son avers portait l'effigie de profil gauche de l'empereur Napoléon III couronné d'une couronne de laurier entourée de l'inscription en relief "NAPOLEON III / EMPEREUR". Une couronne de laurier en relief mesurant 4 mm de large parcourait toute la circonférence de l'avers et du revers de la médaille.
Au revers, à l'intérieur de la couronne de laurier, l'inscription circulaire en relief "*EXPEDITION DU MEXIQUE* 1862•1863" et deux petites étoiles à cinq branches séparant le texte des dates. Au centre, l'inscription en relief en cinq lignes des principales batailles de la campagne "CUMBRES / CERRO BORREGO / SAN LORENZO / PUEBLA / MEXICO".

La médaille était suspendue à un ruban moiré de soie blanche de 36 mm de large avec des rayures rouges et vertes de 5 mm disposées selon un angle de 45 degrés formant une croix, sur laquelle était superposé un aigle noir, aux ailes ouvertes et tenant un serpent vert sur le bec et les griffes, un design inspiré des armoiries du Mexique.

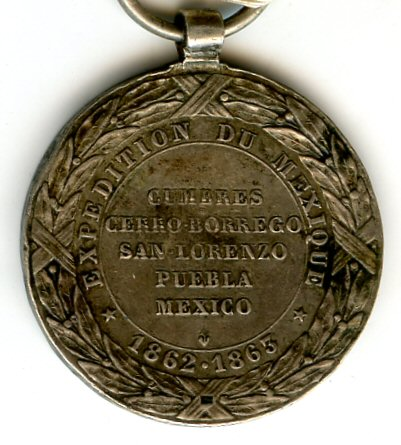
Revers de la médaille.
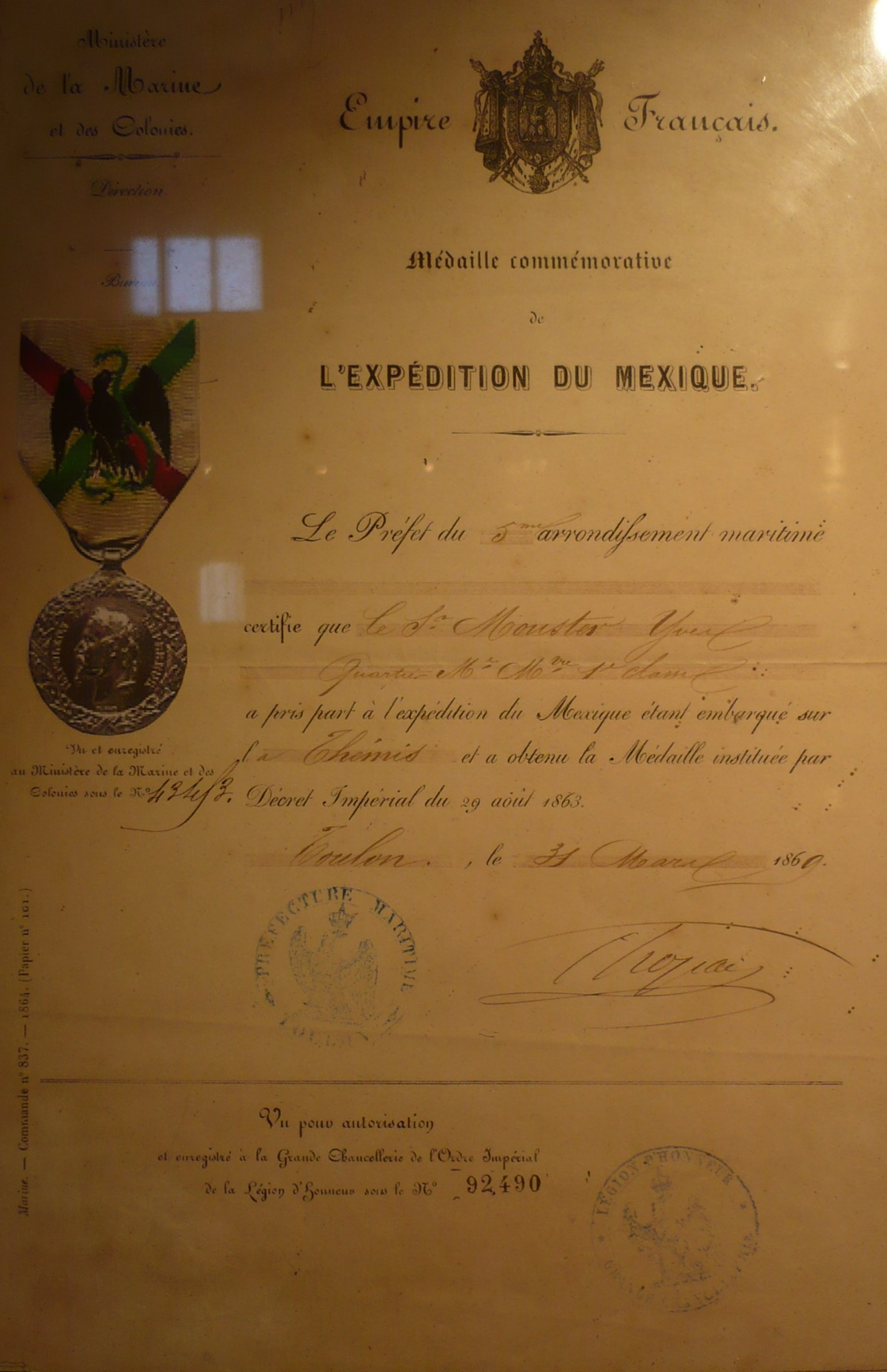
Certificat de la distinction.
Armoiries du Mexique.
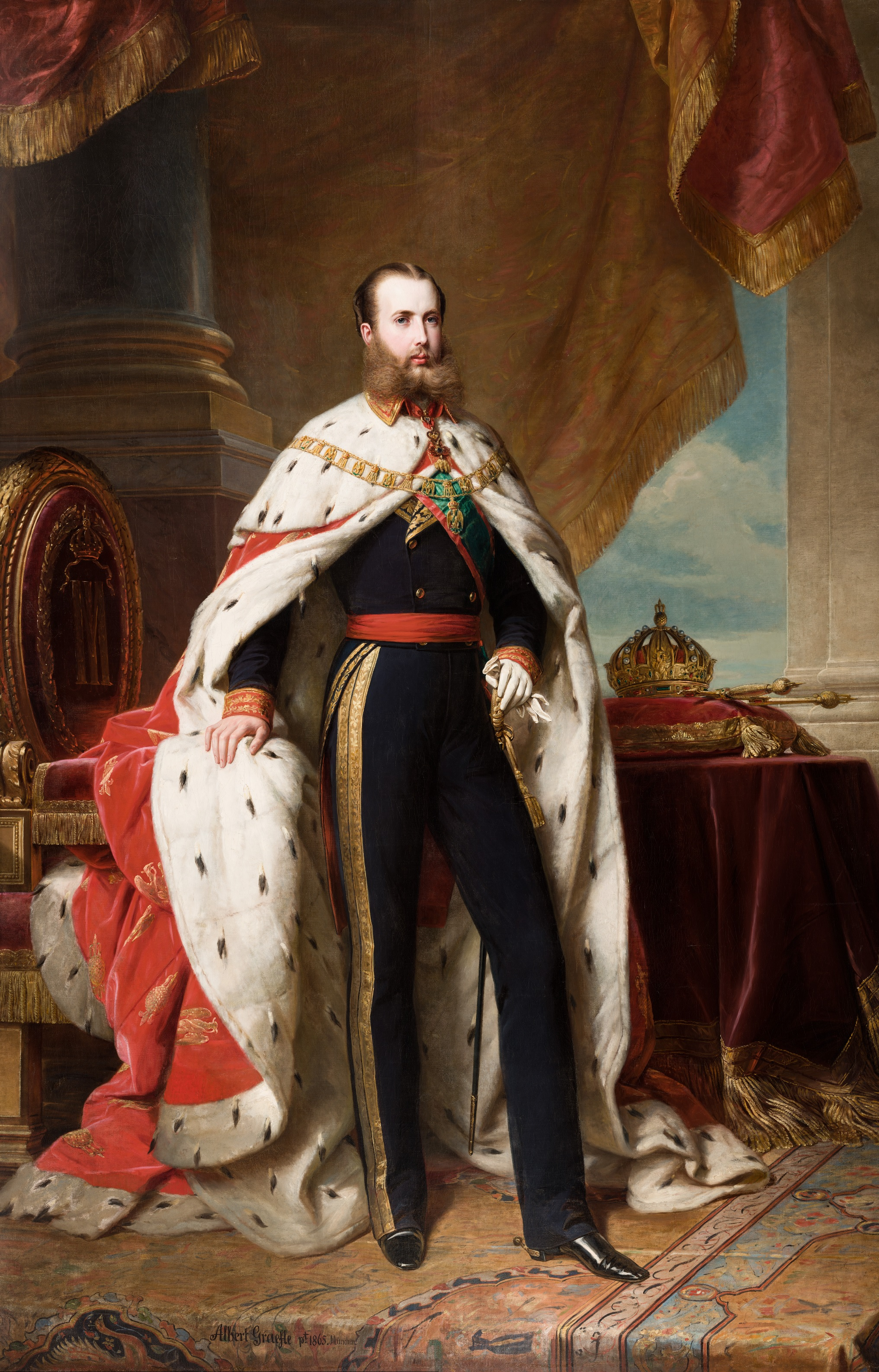
L'empereur Maximilien.
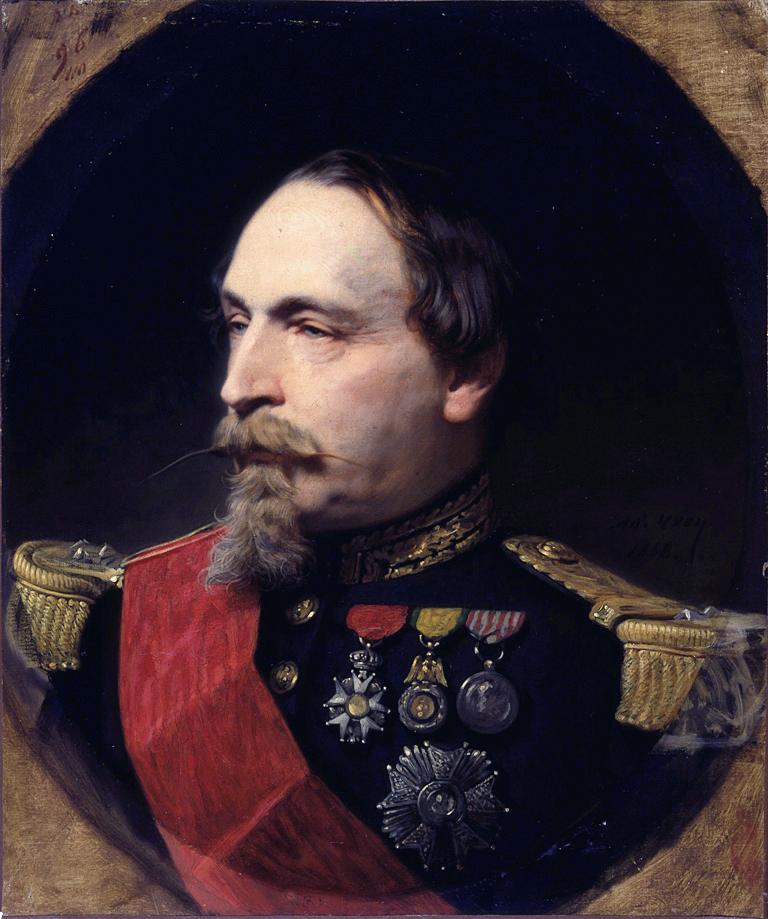
L'empereur Napoléon III.

## Destinataires notables (liste partielle)
- Maréchal de France Élie Frédéric Forey
- Général Pierre Émile Arnaud Édouard de Colbert-Chabannais
- Général Gustave Léon Niox
- Général Jean François Jules Herbé
- Général Armand Alexandre de Castagny
- Général Philippe Marie André Roussel de Courcy
- Général Augusto Mercier
- Général Édouard Aymard
- Amiral Henri Rieunier
- Contre-amiral Benjamin Jaurès
- Colonel Charles Nicolas Friant
- Colonel Charles Paul Narcisse Moreau
- Capitaine de vaisseau Henri Rivière
- Chef de bataillon Napoléon Charles Bonaparte, 5e prince de Canino
- Général ottoman Vitalis Pacha